# Крюгерранд
Крюгерранд е златна южноафриканска монета, чието сечене започва през 1967 г. и има за цел да рекламира южноафриканското злато на международния валутен пазар. Названието на монетата е в чест на Паул Крюгер (1825—1904), президент на Трансваалската Република и неговият портрет, изобразен от Ото Шулц, е на аверса. На реверса е изобразена антилопата спрингбок, често използвана като символ на Южна Африка.

## История
Монетите са сечени като законно платежно средство в Южна Африка. Първоначално не са предназначени да се използват като валута, а като инвестиционна монета, нямат номинал и затова някои считат крюгерранда за възпоменателна монета. Други считат крюгерранда за средство за натрупване. Днес монетата е популярна сред колекционерите.
Поради икономическите санкции, наложени срещу режима на апартейд в ЮАР, крюгрерандът първоначално е забранен за внос в много западни страни през 70-те и 80-те. Тези санкции са прекратени през 1994.
Крюгеррандът е първата златна монета, съдържаща точно една унция злато. Към 1980 на крюгерранда се пада дял от 90% от световния пазар на златни монети. Същата година Южна Африка пуска и по-малки деноминации: половин унция, четвърт унция и една десета унция чисто златно съдържание.
Големият успех на крюгерранда подтиква и други страни да започнат да секат собствени златни монети като канадския златен кленов лист (на английски: Canadian Gold Maple Leaf) през 1979, австралийския златен слитък (на английски: Australian Nugget) през 1981, китайската златна панда (на английски: Chinese Gold Panda) през 1982, американския златен орел (на английски: American Gold Eagle) през 1986 и британската златна монета Британия (на английски: Britannia coin) през 1987.

## Характеристики
Монетите крюгерранд имат четири варианта: 1 унция, половин унция, четвърт унция и една десета унция чисто злато .
| Номинал         | Съдържание на злато | Съдържание на злато | Диаметър (mm) | Дебелина (mm) | Тегло (g) | Чистота (карати)  |
| Номинал         | унции               | грамове             | Диаметър (mm) | Дебелина (mm) | Тегло (g) | Чистота (карати)  |
| --------------- | ------------------- | ------------------- | ------------- | ------------- | --------- | ----------------- |
| 1 крюгерранд    | 1                   | 31,103              | 32,77         | 2,84          | 33,930    | 916,7 (22 карата) |
| ½ крюгерранд    | ½                   | 15,552              | 27,07         | 2,215         | 16,965    | 916,7 (22 карата) |
| ¼ крюгерранд    | ¼                   | 7,776               | 22,06         | 1,888         | 8,482     | 916,7 (22 карата) |
| 1/10 крюгерранд | 1/10                | 3,110               | 16,55         | 1,35          | 3,393     | 916,7 (22 карата) |